# اسکات ۸۷۶

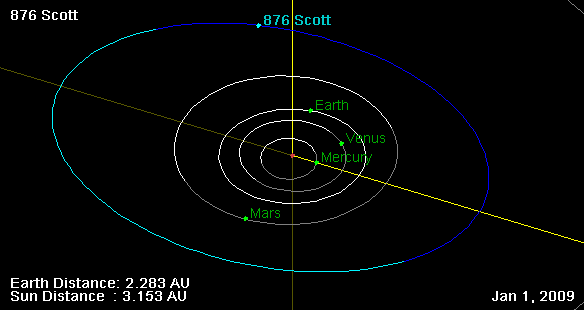
مدار سیارک اسکات ۸۷۶ و موقعیت آن در یکم ژانویه ۲۰۰۹.

سیارک ۸۷۶ (به انگلیسی: 876 Scott، نامگذاری:1917CH) هشتصد و هفتاد و ششمین سیارک کشف شده‌است که در ۲۰ ژوئن ۱۹۱۷ و در وین کشف شد.
قدر مطلق این سیارک برابر ۱۰٫۸۹ است.